# Martin Domke

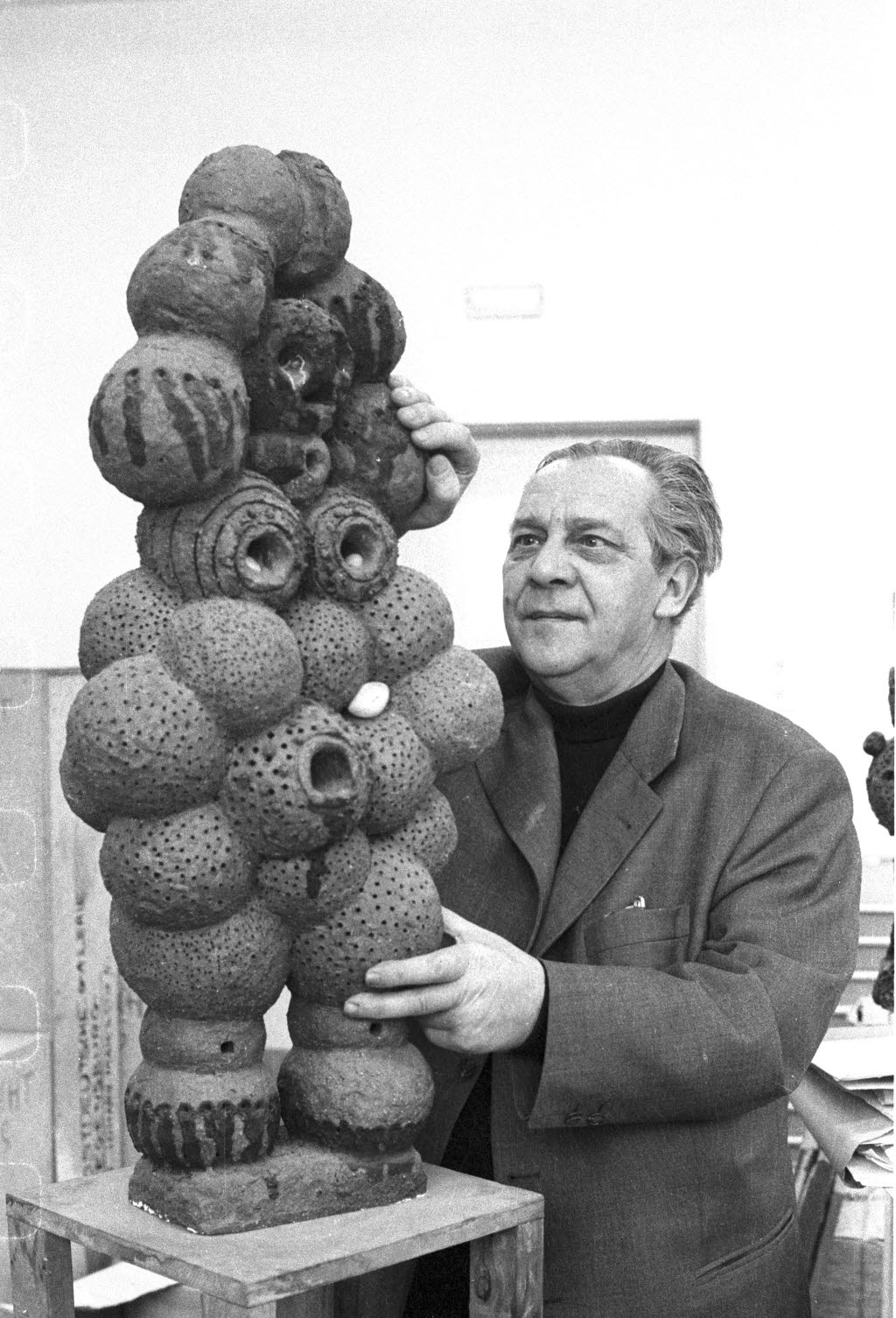
Domke mit Kugelfrau, Kiel 1972

Martin Domke (* 7. Oktober 1911 in Breslau, Provinz Schlesien; † 2. März 2005 in Weilheim an der Teck (Hepsisau)) war ein deutscher Maler, Grafiker, Bildhauer, Glasmaler, Kunsthandwerker und Kunstpädagoge.

## Leben und Wirken
Martin Domke wurde 1911 als elftes Kind des Vorarbeiters Karl Domke und dessen Ehefrau Anna, geb. Reinhold, in Breslau geboren. Hier besuchte er die Volksschule und absolvierte anschließend von 1925 bis 1928 eine Ausbildung zum Dekorationsmaler mit Gesellenprüfung. Zur Vervollkommnung seiner Ausbildung besuchte er nebenher Kurse und widmete seine Freizeit dem Entwerfen, Malen und Zeichnen. 1928/1929 ging er auf Wanderschaft. Mit den dabei entstandenen Zeichnungen und Aquarellen bewarb er sich 1929 an der Kunstakademie Breslau, wo er bis 1933 u. a. bei Oskar Moll, Oskar Schlemmer, Otto Mueller und Georg Muche studierte und von 1931 bis 1933 Meisterschüler war. 1931 ermöglichte ihm Oskar Moll eine Studienreise durch Italien u. a. mit einem Aufenthalt in der Villa Massimo in Rom. Erste Ausstellungen hatte er zusammen mit seinen Lehrern während des Studiums, danach mit dem Künstlerbund Schlesien u. a. in Berlin, Köln, Hamburg, Düsseldorf und Dresden. Domke war Mitglied im Reichsverband bildender Künstler Deutschlands bis zu dessen Auflösung 1936. 1937 erhielt er als Künstler ein Berufs- und Ausstellungsverbot. Bis 1939 arbeitete er als freischaffender Künstler und Innenarchitekt. 1940 ging er nach Krefeld und war bis 1942 Mitarbeiter bei Georg Muche, der dort eine Meisterklasse für Textilkunst leitete. 1942 erhielt er eine Berufung als Handwerkspfleger für Oberschlesien in Bielitz. Anfang 1945 floh er von Breslau nach Nordhausen, wo er die Zerstörung der Stadt Anfang April miterlebte.
Hier baute Domke eine Werkstatt für Holzdrechselei auf. In den Jahren bis 1947 war er als Zeichenlehrer an der Humboldt-Oberschule tätig, erhielt einen Lehrauftrag an der Pädagogischen Fachschule als Kunsterzieher und leitete an der Volkshochschule Kurse für Kunst und Laienschaffen. Anschließend arbeitete er als freischaffender Künstler und Kunsthandwerker. Anfang 1946 erwarb er den beschädigten Judenturm und gründete darin 1947 eine private Kunstschule. Zu seinen begabten Schülern zählten die späteren Künstler Ilse Spangenberg und Philip Oeser. 1948 fertigte er die Entwürfe für die im Krieg zerstörten Bleiglasfenster der Sankt-Blasii-Kirche, die ein Jahr später umgesetzt wurden. 1949 wurde Domke als Dozent an die Weimarer Hochschule für Baukunst und bildende Künste berufen, wo er bis zur Auflösung der Abteilung Bildende Kunst im Jahr 1951 Kunststudenten ausbildete und ab 1950 eine Professur innehatte. Ende 1951 übersiedelte er in die Bundesrepublik nach Weinheim an der Bergstraße und ließ sich schließlich 1953 im Musikerhäusle (heute Atelierhaus) in Hepsisau bei Weilheim an der Teck nieder. Von 1962 bis 1972 war Domke Dozent und Abteilungsleiter der Grundlehre an der heutigen Muthesius Kunsthochschule in Kiel. Anschließend arbeitete er wieder freischaffend.

## Werk
Domke war ein vielseitiger Künstler und Kunsthandwerker. Sein Œuvre umfasst Grafiken, Gemälde, Plastiken, Kirchenfenster, Mosaike und Keramikarbeiten. Arbeiten von ihm waren und sind auf Ausstellungen zu sehen und in Archiven, u. a. im Kustodischen Bestand der Bauhaus-Universität Weimar, Museen und Sammlungen (z. B. Staatsgalerie Stuttgart, Landesmuseum Schleswig-Holstein, Veste Coburg) sowie im öffentlichen Raum zu finden. Seine enge Verbundenheit mit der Stadt Nordhausen führte in den 1990er Jahren zu einer Schenkung von Grafiken, Entwürfen und Plastiken an das Kunsthaus Meyenburg.
Ausgeführte Arbeiten (Auswahl)
- Malerei: Ochsengespann bei der Pause (1938), Mutter und Kinder bei der Ernte (1939)
- Kirchenfenster: St. Blasii Nordhausen (1948/1949),[8] Friedenskirche Düsseldorf (1954), Michaelskirche in Waiblingen (1957), Christuskirche Aichelberg (1959),[9] Dorfkirche Hepsisau
- Plastik: Kugelfrau (Hepsisau),[10] Würfelmann; Bronzekreuz, Leuchter und Taufbecken (Christuskirche Aichelberg); Pfingstwunder (1978)
- Zeichnung/Aquarell: Iris (1934), Meine Mutter, Alter Mann
- Grafik: Der Seher, Tanzender Harlekin (1951), Gesicht am Fenster (Gedanken an Georg Muche, 1969)
- Mosaik: Franz von Assisi (1993, kath. Kirche St. Franziskus Weilheim a. d. Teck)[11]

## Ausstellungen
Einzelausstellungen (Auswahl):
- 1986: Malerei, Graphik, Plastiken, Kirchenfenster, Weilheim an der Teck
- 1989: Zeichnungen von Martin Domke, Galerie Die Künstlergilde Esslingen
- 1991: Martin Domke zum 80. Geburtstag, Gemeindehalle Hepsisau
- 2001: Martin Domke zum 90. Geburtstag, Haus Am Horn Weimar[12]

Ausstellungsbeteiligungen (Auswahl):
- 1968: Künstler aus Schlesien, Nassauischer Kunstverein Wiesbaden
- 2008: Nordhausen – Im Auge der Künstler zu Beginn des 20. Jahrhunderts, Kunsthaus Meyenburg Nordhausen[13]